# 利德谷
利德谷（英語：Lidder Valley），或稱利達谷（Liddar Valley）是喜馬拉雅山脈的一個山谷，地處印控克什米爾阿納恩特納格地區的東南角。利德河沿著山谷流淌而下。山谷入口位於阿納恩特納格鎮東北方7公里處，查謨和克什米爾中央直轄區的夏季首府斯利那加東南方62公里處。利德谷全長40公里，平均寬度3公里。

## 地理
利德谷位於安南塔那加縣帕哈爾加姆管轄範圍內，西接克什米爾谷地，北接信德谷地，全長40公里，最大寬度5公里。利德谷的南部和東南部被比爾本賈爾嶺包圍，北部與信德谷地相接，東北部與藏斯卡山脈相鄰。利德河在呈Y字形的山谷內流淌，形成1134平方公里的流域。利德河由東利德河（East Lidder) 和西利德河（West Lidder）於帕哈爾加姆的上游匯聚形成。其中，東利德河發源於謝什納格湖和希斯拉姆冰川（Shisram Glacier），自東向西經昌丹瓦里（Chandanwari）流至帕哈爾加姆；西利德河發源於科拉霍伊冰川，流經常綠針葉林和大片高山草甸。利德谷為鄰近地區的淡水和農業灌溉用水的來源之一。

## 地質
利德谷由利德河對喜馬拉雅山脈數百萬年的沖刷而形成。如今，利德河仍在阿納恩特納格地勢較低的地區沉積沙層。

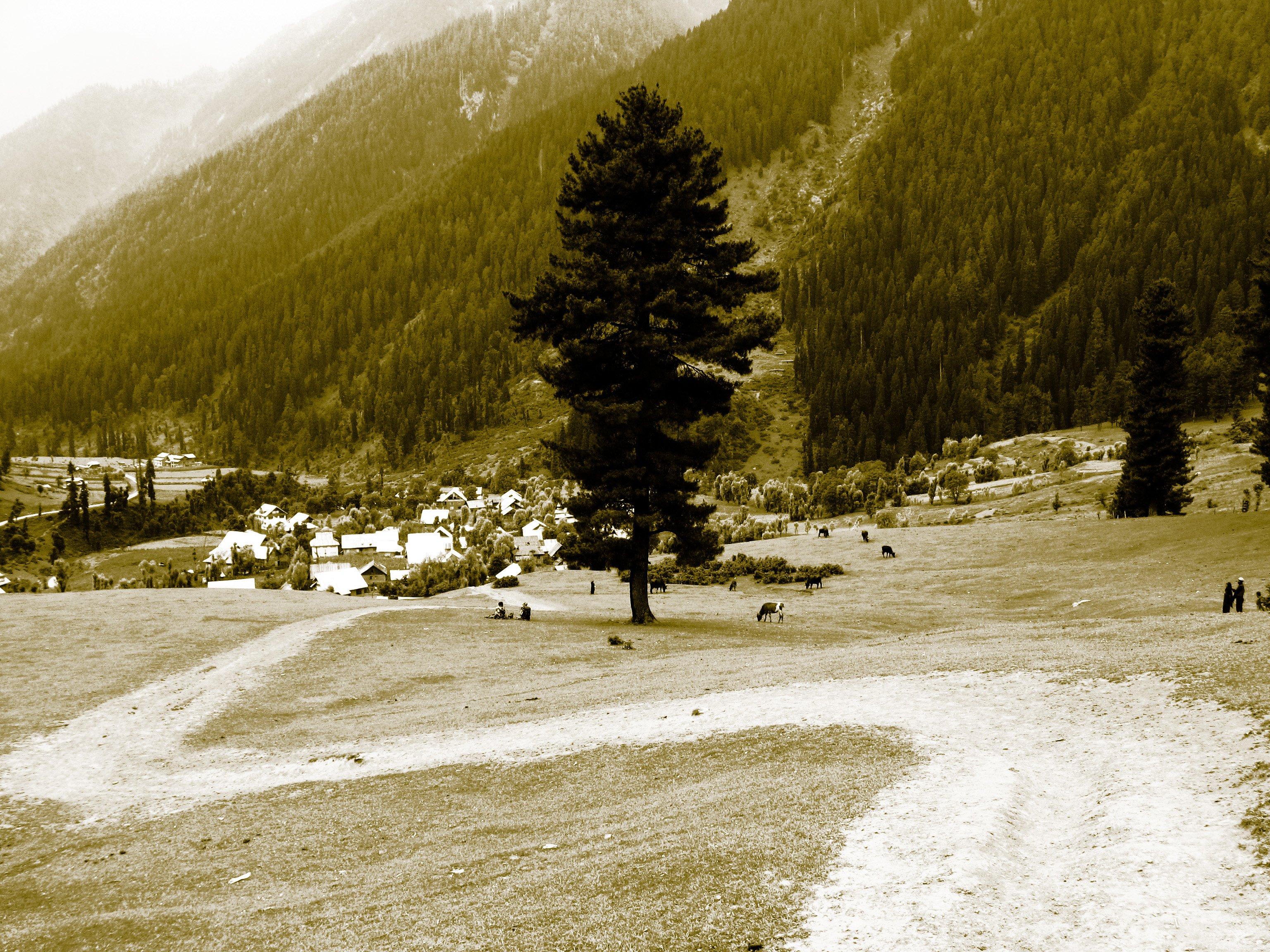
於阿魯拍攝的利德谷

## 生態
利德河有許多冰川融水形成的支流，這些支流棲息著多種類型的鱒魚。利德谷也是喜馬拉雅黑熊的自然棲息地。在達奇甘國家公園附近的阿魯和利德瓦特（Lidderwat）地區也有喜馬拉雅棕熊、麝、雪豹和克什米爾馬鹿出沒。